# Antonio Núñez Jiménez
Antonio Núñez Jiménez (Alquízar, 20 aprile 1923 – L'Avana, 13 settembre 1998) è stato un rivoluzionario, politico e geografo cubano.

## Biografia
Núñez è nato ad Alquízar, nella provincia de L'Avana. Nel 1950 ricevette il suo primo dottorato dall'Università dell'Avana a cui in seguito ne aggiunse un altro conferitogli dall'Università statale di Mosca. Nel 1954 pubblicò il testo "Geografia di Cuba"  che rimpiazzo il vecchio omonimo testo di Levi Marrero; la sua opera in seguito divenne un testo standard nell'educazione scolastica di Cuba.
Da sempre appassionato di speleologia, il 15 gennaio 1940 fondò la Sociedad Espeleólogica de Cuba, della quale restò presidente fino alla morte.
Durante la Rivoluzione cubana aderì al Movimento del 26 luglio e servi nelle forze rivoluzionarie sotto il comando di Ernesto Che Guevara. Nell'aprile del 1961 acquisì la carica di Ministro della Riforma agraria nel Governo cubano.
Nel periodo 1987-88 realizzò una spedizione internazionale in canoa, che valse a dimostrare la possibilità del popolamento preistorico delle isole caraibiche a partire dall'Equador, navigando prima per via fluviale attraverso il bacino del Rio delle Amazzoni, poi attraverso quello dell'Orinoco e infine lungo costa secondo le limitate possibilità dell'epoca.
Núñez morì all'Avana  il 13 settembre 1998, il suo lavoro ancora oggi è altamente rispettato a Cuba.

## Opere
- Núñez Jiménez, Antonio, 1959, Geografía de Cuba. Lex. Havana.
- Nunez Jimenez, Antonio, 1952, "La Cueva de Bellamar" Tesi di Laurea in Lettere e Filosofia di Jimenez
- Nunez Jimenez, Antonio, 1988 (prima ristampa) "Cueva y carsos", Ed. Cientifico - Tecnica. Ciudad de La Habana
- Nunez Jimenez, Antonio, 1987 "Geografia y Espeleologia en Revolucion". Ed. Imprenta Central de Las Far - La Habana
- Nunez Jimenez, Antonio, 1989 "Medio siglo explorando a Cuba" Vol. 1,  Ed. Imprenta Central de Las Far - La Habana
- Nunez Jimenez, Antonio, 1989 "Medio Siglo explorando a Cuba" Vol. 2, Ed. Imprenta Central de Las Far - La Habana
- Nunez Jimenez, Antonio, 1990 "La Gran Caverna de Santo Tomas - Monumento Nacional" Ediciones Plaza Vieja - La Habana Vieja
- Nunez Jimenez, Antonio, Senza data, "Cuevas y pictografias" Ed. Empresa Consolidada de Artes Graficas - La Habana